# Snegurochka Planitia
La Snegurochka Planitia è una struttura geologica della superficie di Venere.